# Tabanus oldroydi
Tabanus oldroydi är en tvåvingeart som beskrevs av Philip 1941. Tabanus oldroydi ingår i släktet Tabanus och familjen bromsar. Inga underarter finns listade i Catalogue of Life.